# 水咲カレン
水咲 カレン（みずさき　かれん、1984年12月19日 - ）は、日本のストリッパー、AV女優。

## 人物
埼玉県出身。新宿TSミュージック所属、2005年10月1日に同劇場にてデビュー。
2006年4月21日以降、脚部の負傷を理由に休業。同年10月11日に復帰。
休業中に週刊プレイボーイ、Bejeanなどの週刊誌にグラビアで出演。ヌードモデルとしても活躍。

## アダルトビデオ
2011年
- 華麗なるボディ 激震ダイナマイト（2月18日、映天）
- B96（I）W59H95専属新人E-BODY（3月10日、E-BODY）
- 濃厚ディープキス、密着の交尾（4月9日、E-BODY）
- 不貞なセクス 〜不倫妻の淫らな肉体〜（5月12日、E-BODY）
- OPPAI×水咲カレン×イキまくりフェチプレイ（6月16日、OPPAI）
- 喰い込みはみ乳の無防備な爆乳人妻（7月14日、OPPAI）
- ボディコン妻の欲情セクシーFUCK（8月26日、Fitch）
- 義父に犯されて… 美嫁いぢり（10月6日、マドンナ）
- ストリップ劇場で舞う若妻 〜ストリップ劇場で舞う母 番外編〜（11月3日、マドンナ）
- あなた、許して…。-もつれた絆、濡れた同情2-（12月1日、アタッカーズ）

2012年
- 巨乳の感度は高いほうがいいに決まってる。（2月18日、乱丸）
- あの有名私立校女教師の告白（3月3日、BeFree）
- 中出し解禁!!絶品ボディ（8月3日、みるきぃぷりん♪）